# بوخارالس
بوخارالس (به اسپانیایی: Bujaraloz) یک دهستان در اسپانیا است که در استان ساراگوسا واقع شده‌است. بوخارالس ۱۲۱٫۶۱ کیلومتر مربع مساحت و ۱٬۰۰۲ نفر جمعیت دارد.